# Dan Povenmire
Daniel Kingsley "Dan" Povenmire (/ˈpɒvənmaɪər/; sinh ngày 18 tháng 9 năm 1963) là một đạo diễn truyền hình người Mỹ, là nhà văn, nhà sản xuất, nhà biên kịch, diễn viên từng cộng tác trong một số phim hoạt hình truyền hình nhiều tập, được biết đến như là đồng tác giả của loạt phim hoạt hình Disney Phineas và Ferb, trong đó ông cũng lồng tiếng cho nhân vật phản diện, Heinz Doofenshmirtz. Povenmire lớn lên ở Mobile, Alabama, nơi ông từng là một sinh viên nghệ thuật tài năng, từng dành những kỳ nghỉ hè để quay phim ngoài trời. Povenmire học tại đại học South Alabama trước khi quyết định theo đuổi sự nghiệp điện ảnh và chuyển sang trường nghệ thuật điện ảnh (USC School of Cinematic Arts) thuộc Đại học Nam California.